# نفاسيت
نفاسيت (بالإنجليزية: Nefasit)‏  هي مدينة، تتبع Ghinda subregion ‏، بلغ عدد سكانها 8٬600  نسمة.

## المناخ
يظهر الجدول التالي التغييرات المناخية على مدار السنة لنفاسيت:
| البيانات المناخية لـنفاسيت        | البيانات المناخية لـنفاسيت | البيانات المناخية لـنفاسيت | البيانات المناخية لـنفاسيت | البيانات المناخية لـنفاسيت | البيانات المناخية لـنفاسيت | البيانات المناخية لـنفاسيت | البيانات المناخية لـنفاسيت | البيانات المناخية لـنفاسيت | البيانات المناخية لـنفاسيت | البيانات المناخية لـنفاسيت | البيانات المناخية لـنفاسيت | البيانات المناخية لـنفاسيت | البيانات المناخية لـنفاسيت |
| الشهر                             | يناير                      | فبراير                     | مارس                       | أبريل                      | مايو                       | يونيو                      | يوليو                      | أغسطس                      | سبتمبر                     | أكتوبر                     | نوفمبر                     | ديسمبر                     | المعدل السنوي              |
| --------------------------------- | -------------------------- | -------------------------- | -------------------------- | -------------------------- | -------------------------- | -------------------------- | -------------------------- | -------------------------- | -------------------------- | -------------------------- | -------------------------- | -------------------------- | -------------------------- |
| متوسط درجة الحرارة الكبرى °م (°ف) | 25.1 (77.2)                | 26.0 (78.8)                | 27.5 (81.5)                | 28.6 (83.5)                | 29.7 (85.5)                | 30.3 (86.5)                | 27.0 (80.6)                | 26.7 (80.1)                | 28.5 (83.3)                | 27.5 (81.5)                | 25.6 (78.1)                | 24.7 (76.5)                | 27.3 (81.1)                |
| متوسط درجة الحرارة الصغرى °م (°ف) | 8.9 (48.0)                 | 9.6 (49.3)                 | 11.1 (52.0)                | 12.7 (54.9)                | 14.5 (58.1)                | 16.8 (62.2)                | 16.6 (61.9)                | 17.3 (63.1)                | 15.6 (60.1)                | 12.8 (55.0)                | 10.6 (51.1)                | 9.5 (49.1)                 | 13.0 (55.4)                |
| الهطول مم (إنش)                   | 65 (2.6)                   | 71 (2.8)                   | 48 (1.9)                   | 54 (2.1)                   | 41 (1.6)                   | 26 (1.0)                   | 125 (4.9)                  | 126 (5.0)                  | 39 (1.5)                   | 58 (2.3)                   | 45 (1.8)                   | 68 (2.7)                   | 766 (30.2)                 |
| المصدر: Climate Data              |                            |                            |                            |                            |                            |                            |                            |                            |                            |                            |                            |                            |                            |